# Beherit (banda)
Beherit es una banda finlandesa de black metal. Fue formada en el año 1989 por Nuclear Holocausto Vengeance (Marko Laiho), Daemon ov fornication (Jari Vaarala) y Sodomatic Slaughter (Jari Pirinen), con el propósito de realizar el black metal "más primitivo, salvaje, y obsesionado por el infierno, Satanás, el satanismo, las blasfemias y tinieblas que pueda imaginarse". "Beherit" es el equivalente a Satán en el idioma sirio. A través de la naturaleza poco comercial de su música, imagen y conciertos, la banda rápidamente atrajo a seguidores de culto. Además de su sonido "crudo", la música de la banda es conocida por su lado avant-garde y su énfases en lo ambiental. Beherit es considerado un grupo pionero en su género.
Como banda, Beherit lanzó dos álbumes de larga duración y varios demos de black metal crudo y minimalista. Se separaron justo después del lanzamiento del disco experimental Drawing Down the Moon, del año 1993, el cual hoy en día es considerado un clásico del género. Laiho, miembro principal de la banda, continuó como solista y lanzó dos discos más bajo el mismo nombre, H418ov21.C en el año 1994 y Electric Doom Synthesis en el año 1995. Estos discos generalmente son categorizados como dark ambient. Aunque fueron completamente electrónicos, los discos llevaron la misma atmósfera de sus grabaciones de black metal. Los miembros originales Nuclear Holocausto Vengeance y Sodomatic Slaughter reformaron la banda en el año 2008, ahora como cuarteto junto con los nuevos miembros Ancient Corpse Desekrator y Abyss.

## Historia

### Comienzos (1989–1990)
Beherit fue formado en el año 1989 por tres músicos jóvenes de Rovaniemi, Laponia; el vocalista y guitarrista Nuclear Holocausto Vengeance (Marko Laiho), el bajista Daemon Fornication y el baterista Sodomatic Slaughter (Jari Pirinen). La banda lanzó tres demos al año siguiente; Seventh Blasphemy, Morbid Rehearsals y Demonomancy, y también obtuvieron reputación por sus shows en vivo, los cuales incluían cabezas de cerdo y cabras en el escenario.

### The Oath of Black Blood(1991–1992)
El primer disco de larga duración de Beherit, The Oath of Black Blood, incluye material grabado de junio a septiembre del 1990. El disco se lanzó en el 1991. Este disco es black metal de la vieja escuela, tradicional, rápido y brutal, fuertemente influenciado por el death metal, thrash metal y el grindcore. [cita requerida]  Sin embargo, no es un disco de estudio grabado separadamente. La banda obtuvo financiación de parte de quien fuera su discográfica en su momento, Turbo Music, para grabar un disco, pero supuestamente gastaron el dinero en alcohol. La compañía luego lanzó, sin el permiso de la banda, el demo Demonomancy y el EP de 7", Dawn of Satan's Millennium como un compilado, llamado The Oath of Black Blood, el cual supuestamente sería el nombre del nuevo disco. Laiho comentó sobre el disco, a comienzos del año 1992, para una entrevista para la revista Metal Hammer:
"¡Odio el disco! Es tan malo, nunca quisimos lanzarlo. Las canciones pertenecen a nuestro demo 'Demonomancy' y nuestra discográfica Turbo Music simplemente usó un casete ordinario para la distribución  Sinceramente, yo nunca envié la cinta original... Estamos planeando en lanzar pronto un LP decente, esta vez con mi propia discográfica. El resultado debería ser mucho mejor."
El disco es ahora generalmente considerado como un lanzamiento de larga duración. Spinefarm Records lo reeditó en el año 2005, y Season of Mist en el 2006. En 1991, los miembros de la banda tocaron brevemente bajo el nombre "The Lord Diabolus", del cual un demo simple fue hecho y lanzado independientemente, antes de que la banda vuelva al nombre Beherit. Las canciones "Intro (Tireheb)" y "Nocturnal Evil" luego fueron relanzadas como canciones de Beherit.

### Drawing Down the Moon(1993)
El disco más conocido e influyente de Beherit, Drawing Down the Moon, fue grabado entre abril y agosto de 1992. Fue lanzado en el 1993 como el primer LP oficial de la banda. El disco lleva el nombre de un ritual antiguo, "bajando la Luna". El disco fue altamente experimental dentro de la escena de black metal, ya que se usaron susurros, sonidos electrónicos espaciales, y sonidos sintetizados para fortalecer su atmósfera hipnótica. Drawing Down the Moon fue reeditado por Candlelight Records en el 2006.

### Era ambient (1994–1996)
A pesar del éxito del disco, Drawing Down the Moon iba a permanecer como el último disco de black metal de la banda, ya que el próximo año se separaron. Laiho grabó dos discos de música dark ambient, H418ov21.C y Electric Doom Synthesis, y los lanzó bajo el nombre de la banda. Ya que la banda no se reformó y Laiho con el tiempo perdió interés en el black metal y comenzó con sus estudios de electrónica, continuó su carrera musical en el dark ambient bajo el nombre de "Suuri Shamaani" y en el hardcore techno como "DJ Gamma".

### El regreso al Black Metal,Engram(2009)
Beherit se reunió en el 2008, con los miembros originales Nuclear Holocausto (habiendo retornado a Finlandia desde Tailandia) y Sodomatic Slaughter, y los nuevos miembros Ancient Corpse Desekrator y Abyss. El nuevo disco es un retorno al género black metal, y también es el regreso de Beherit como banda completa luego de existir como un proyecto solista desde 1994 hasta su separación en 1996.[11] El disco, llamado Engram, es el tercer disco de black metal de la banda (el quinto en total) y el primero luego de 14 años.

## Conflictos
Beherit fue una de las primeras bandas de black metal. A comienzos de los 90s, la mayoría de las bandas en la escena provenían de Noruega, pero debido a Beherit y grupos tales como Impaled Nazarene y Barathrum, la escena finlandesa estaba siendo cada vez más reconocida. Esto con el tiempo resultó en un conflicto noruego-finlandés a menudo denominado la "Guerra Oscura". Según la revista Isten, el conflicto se originó debido a varios malentendidos y bromas pesadas, con la participación de Laiho, pero Mika Luttinen de Impaled Nazarene creyó haber recibido amenazas de muerte escritas en noruego. El primer disco de su banda tenía una declaración diciendo "no se aceptan pedidos de Noruega", el cual luego Luttinen admitió ser estúpido e infantil. Laiho comentó sobre el conflicto en una entrevista de enero de 1994 para la revista Masters of Brutality:
"Cuando comenzamos la banda hace casi 4 años sabíamos esto así que está bien. Ahora hay más gente en contra nuestro debido a estas nuevas reglas y todos estos rumores estúpidos difundidos por nuestros enemigos noruegos... pero no me importa mucho. Pero eso es un poco triste que la escena underground de black metal esté totalmente dividida."

## Miembros

### Miembros actuales
- Nuclear Holocausto Vengeance (Marko Laiho) — voces, guitarra, teclados, programación (1989-1996, 2008-presente) Goat Vulva The Sex Grinder The Lord Diabolus Horny Malformity Saatana Suuri Shamaani Syntiset Gamma-G Barathrum (también en Black Crucifixion)
- Sodomatic Slaughter (Jari Pirinen) — batería (1989-1993, 2008-presente) (también en Black Crucifixion)
- Ancient Corpse Desekrator (Sami Tenetz) — guitarra (2008-presente) (también en Thy Serpent)
- Abyss — bajo (2008-presente)

### Exmiembros
- Daemon Fornication — bajo
- Satanas Black Slaughter — bajo (también en Painflow)
- Kimmo Luttinen — batería (también en Catamenia, Impaled Nazarene y The Black League)

## Discografía

### Discos
- The Oath of Black Blood (1991)
- Drawing Down The Moon (1993)
- H418ov21.C (1994)
- Electric Doom Synthesis (1995)
- Engram (2009)
- At the Devil's Studio 1990 (2011)

### EP y demos
- Seventh Blasphemy (1990)
- Morbid Rehearsals (1990)
- Demonomancy (1990)
- Dawn of Satan's Millennium (1990)
- Diabolus Down There (alternativamente, Down There..., lanzado bajo el nombre "The Lord Diabolus", 1991)
- Unreleased Studio Tracks (1991)
- Promo 1992 (1992)
- Messe Des Morts (1994)

### Splits
- Beherit / Death Yell (1991)
- Messe Des Morts / Angel Cunt (1991) (con Archgoat)

### Compilados
- Beast of Beherit - Complete Worxxx (1999)